# Norrbränningen (naturreservat)
Norrbränningen är ett naturreservat i Söderhamns kommun i Gävleborgs län.
Området är naturskyddat sedan 2018 och är 336 hektar stort. Reservatet består av tallskog,hällmarker och klapperstensfält. Även finns här myrarna Goddagsmyran och myren kring Rudtjärn samt flera mindre små våtmarker och sumpskogar. 